# Supramonte di Oliena, Orgosolo e Urzulei - Su Sercone
Supramonte di Oliena, Orgosolo e Urzulei - Su Sercone este o arie protejată (arie specială de conservare — SAC, sit de importanță comunitară — SCI, arie de protecție specială avifaunistică — SPA) din Italia întinsă pe o suprafață de 23.474 ha, integral pe uscat.

## Localizare
Centrul sitului Supramonte di Oliena, Orgosolo e Urzulei - Su Sercone este situat la coordonatele 40°11′34″N 9°28′15″E / 40.192778°N 9.470833°E.

## Înființare
Situl Supramonte di Oliena, Orgosolo e Urzulei - Su Sercone a fost declarat sit de importanță comunitară în iunie 1995 pentru a proteja 4 specii de plante și 91 de specii de animale. Alte tipuri de protecție:
- arie de protecție specială avifaunistică (în iulie 2009)[3]
- arie specială de conservare (în aprilie 2017)[2][4][5]

## Biodiversitate
Situată în ecoregiunea mediteraneană, aria protejată conține 13 habitate naturale: Ape oligotrofe în general din solurile nisipoase vest-mediteraneene, cu un conținut foarte redus de minerale, cu Isoetes spp., Păduri aluvionare cu Alnus glutinosa și Fraxinus excelsior (Alno-Padion, Alnion incanae, Salicion albae), Iazuri temporare mediteraneene, Matorral arborescenți cu Juniperus spp., Ape puternic oligomezotrofe cu vegetație bentonică cu Chara spp., Ape stătătoare oligotrofe până la mezotrofe, cu vegetație de Littorelletea uniflorae și/sau de Isoëto-Nanojuncetea, Grohotișuri termofile și vest-mediteraneene, Galerii și tufărișuri riverane sudice (Nerio-Tamaricetea și Securinegion tinctoriae), Pante stâncoase calcaroase cu vegetație casmofită, Pseudostepă cu ierburi și specii anuale de Thero-Brachypodietea, Peșteri inaccesibile publicului, Păduri de Olea și Ceratonia, Păduri de Quercus ilex și Quercus rotundifolia.
La baza desemnării sitului se află mai multe specii protejate:
- plante (4): Brassica insularis, Centranthus amazonum, Marsilea strigosa, Ribes sardoum
- păsări (75): uliu porumbar (Accipiter gentilis arrigonii), uliu păsărar (Accipiter nisus), fluierar de munte (Actitis hypoleucos), ciocârlie-de-câmp (Alauda arvensis), pescăruș albastru (Alcedo atthis), Alectoris barbara, rață mare (Anas platyrhynchos), fâsă-de-câmp (Anthus campestris), fâsă de luncă (Anthus pratensis), fâsă de pădure (Anthus spinoletta), lăstunul mare (Apus apus), acvilă de munte (Aquila chrysaetos), stârc cenușiu (Ardea cinerea), șorecarul comun (Buteo buteo), ciocârlie-cu-degete-scurte (Calandrella brachydactyla), caprimulg (Caprimulgus europaeus), sticlete (Carduelis carduelis), Carduelis citrinella, Cettia cetti, florinte (Chloris chloris), botgros (Coccothraustes coccothraustes), porumbel gulerat (Columba palumbus), prepeliță (Coturnix coturnix), lăstun de casă (Delichon urbicum), egretă mică (Egretta garzetta), presură sură (Emberiza calandra), măcăleandru (Erithacus rubecula), șoim călător (Falco peregrinus), șoimul rândunelelor (Falco subbuteo), vânturel roșu (Falco tinnunculus), cinteză (Fringilla coelebs), becațină comună (Gallinago gallinago), rândunică (Hirundo rustica), sfrâncioc roșiatic (Lanius collurio), sfrâncioc cu cap roșu (Lanius senator), pescăruș argintiu (Larus cachinnans), câneparul (Linaria cannabina), ciocârlie de pădure (Lullula arborea), privighetoare (Luscinia megarhynchos), prigoare (Merops apiaster), mierlă de piatră (Monticola saxatilis), codobatură galbenă (Motacilla alba), codobatură de munte (Motacilla cinerea), muscar sur (Muscicapa striata), pietrar sur (Oenanthe oenanthe), ciuf-pitic (Otus scops), vrabie de stâncă (Petronia petronia), codroș de munte (Phoenicurus ochruros), pitulice de munte (Phylloscopus collybita), corcodel mare (Podiceps cristatus), Prunella collaris, brumăriță de pădure (Prunella modularis), Ptyonoprogne rupestris, Pyrrhocorax pyrrhocorax, aușel sprâncenat (Regulus ignicapilla), mărăcinar negru (Saxicola torquatus), sitar de pădure (Scolopax rusticola), cănăraș (Serinus serinus), scatiu (Spinus spinus), turturică (Streptopelia turtur), graur (Sturnus vulgaris), silvie cu cap negru (Sylvia atricapilla), silvie roșcată (Sylvia cantillans), Sylvia sarda, silvie de tufiș (Sylvia undata), corcodel mic (Tachybaptus ruficollis), Tachymarptis melba, fluturașul de stâncă (Tichodroma muraria), pănțărușul (Troglodytes troglodytes), sturzul viilor (Turdus iliacus), mierlă (Turdus merula), sturz-cântător (Turdus philomelos), mierlă gulerată (Turdus torquatus), sturzul de vâsc (Turdus viscivorus), pupăză (Upupa epops)
- amfibieni (2): Discoglossus sardus, Speleomantes supramontis
- mamifere (9): liliac cârn (Barbastella barbastellus), liliac cu aripi lungi (Miniopterus schreibersii), liliac cu picioare lungi (Myotis capaccinii), liliac cărămiziu (Myotis emarginatus), Myotis punicus, muflon (Ovis aries musimon), liliacul mare cu potcoavă (Rhinolophus ferrumequinum), liliacul mic cu potcoavă (Rhinolophus hipposideros), liliacul cu potcoavă a lui méhely (Rhinolophus mehelyi)
- nevertebrate (2): croitorul mare al stejarului (Cerambyx cerdo), Papilio hospiton
- pești (1): salmo cettii (Salmo cetti)
- reptile (2): țestoasa de baltă (Emys orbicularis), Euleptes europaea

Pe lângă speciile protejate, pe teritoriul sitului au mai fost identificate 74 de specii de plante, 14 specii de păsări, 3 specii de amfibieni, 6 specii de mamifere, 1 specie de reptile.